# 水駅
水駅（すいえき/みずうまや）は、古代律令制における駅伝制度において船や水夫（丁）を配備して河川や湖沼の横断に便宜を図った駅のこと。

## 中国
中国においては、黄河・長江などをはじめとする大河や湖などが多かったために、途中で陸路が遮断されることが多く、そのために専門の水駅を設置して、船による河川・湖沼交通を利用して駅伝制を維持してきた。

## 日本
これを受けて日本でも「厩牧令」において、必要な場所に水駅を設置し、利用頻度に応じて4隻以下2隻以上の船とそれを動かす丁の配置を命じた。
だが、実際に水駅が確認できるのは、越後国に1ヶ所（渡戸駅）と、出羽国の最上川沿いにこれに準じた施設が4ヶ所（佐芸駅・野後駅・避翼駅・白谷駅）存在するに過ぎなかった。前者は佐渡国へ渡る船の発着地、後者は最上川を下って出羽国府あるいは秋田城に向かう途上にあった。
この他に一般の駅にも、渡河のための船を配備したものもあったが、雑徭による度子（わたしもり）が徴用されただけで、専門の丁が置かれることはなかった。これは、日本の河川に大河川が少なかったこと（なお、畿内周辺を除いては橋もほとんど設置されず、舟橋が原則であった）、駅伝および公用の移動は馬もしくは徒歩を用いて官道を経由することが原則とされていたために、例外に相当する船や車の使用には消極的であったことが関係しているとも言われている。